# Indre (rivière)
Pour les articles homonymes, voir Indre.
L'Indre est un cours d'eau français, qui coule dans les départements du Cher, de l'Indre et d'Indre-et-Loire, en région Centre-Val de Loire.
C'est un affluent de la Loire.

## Géographie

### Cours
Le cours d'eau a une longueur de 279,63 km.
Il prend sa source dans le département du Cher, à 454 m d'altitude, au lieu-dit « Beddes », sur le territoire de la commune de Saint-Priest-la-Marche, puis s'écoule vers le nord-ouest. Cette source se situe à moins d'un kilomètre du tripoint formé par les départements du Cher, de l'Indre et de la Creuse. 
Son confluent avec la Loire, se situe dans le département d'Indre-et-Loire, à 31 m d'altitude, dans le quartier du « Néman », sur le territoire de la commune d'Avoine,.

### Départements et communes traversés
La rivière traverse cinquante-neuf communes situées dans les départements du Cher, de l'Indre et d'Indre-et-Loire,.

#### Cher (18)
- Saint-Priest-la-Marche

#### Indre (36)
- Ardentes
- Briantes
- Buzançais
- La Chapelle-Orthemale
- Châteauroux
- Châtillon-sur-Indre
- La Châtre
- Clion
- Déols
- Étrechet
- Fléré-la-Rivière
- Jeu-les-Bois
- Lacs
- Mers-sur-Indre
- Montgivray
- Montipouret
- Niherne
- Nohant-Vic
- Palluau-sur-Indre
- Pérassay
- Le Poinçonnet
- Pouligny-Notre-Dame
- Pouligny-Saint-Martin
- Saint-Cyran-du-Jambot
- Saint-Genou
- Saint-Maur
- Sainte-Sévère-sur-Indre
- Le Tranger
- Vijon
- Villedieu-sur-Indre

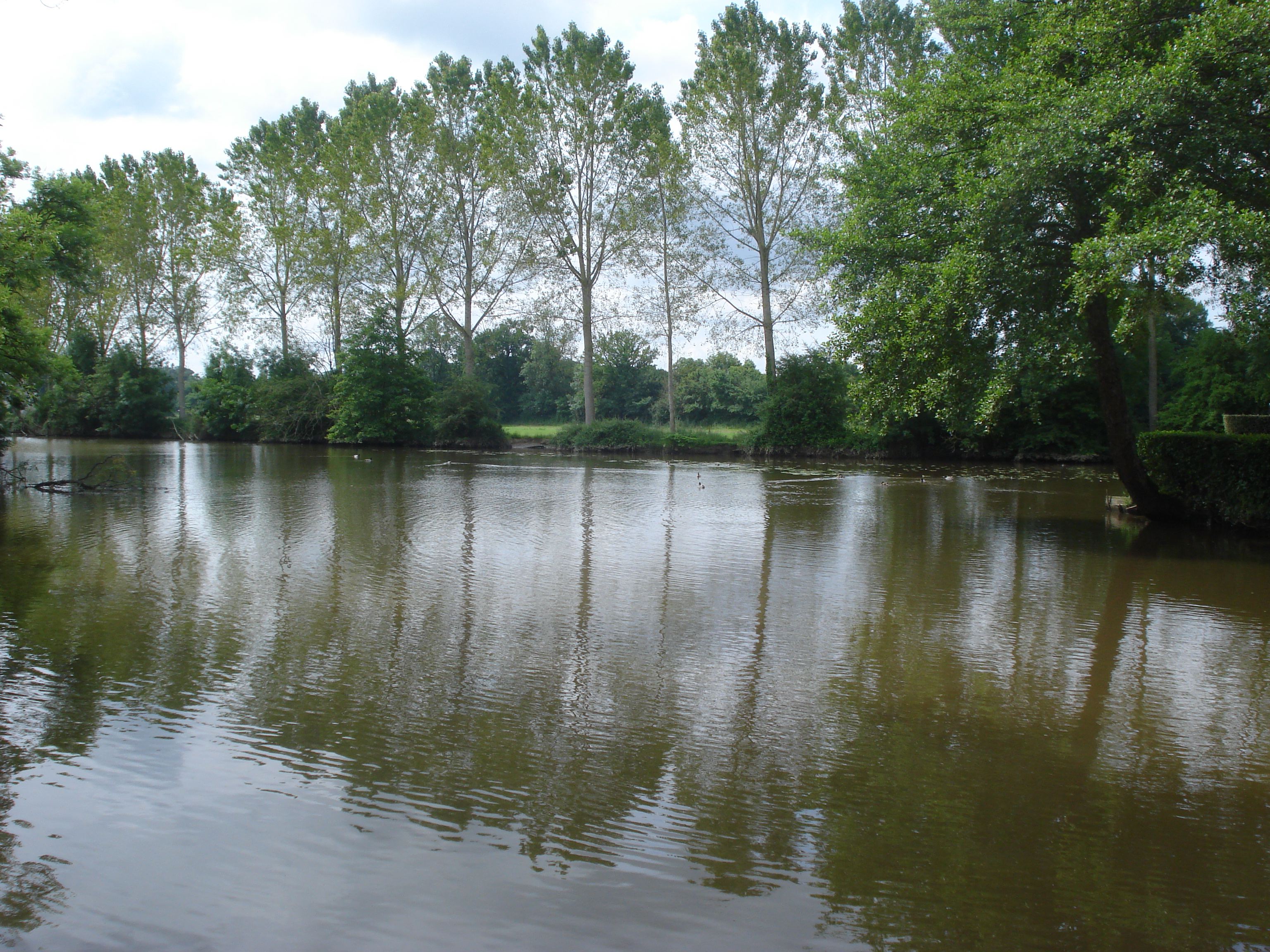
Ardentes en 2008.
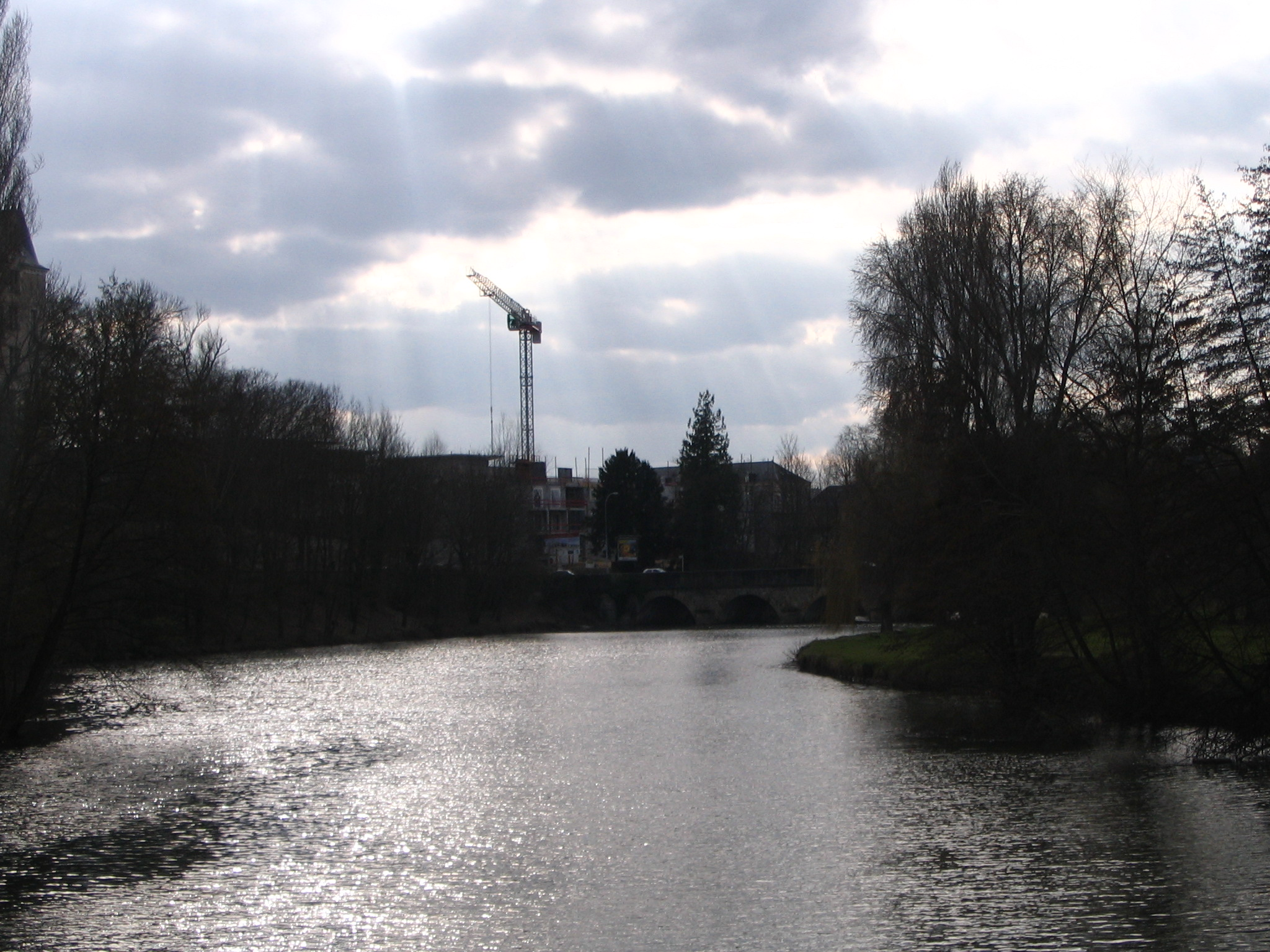
Châteauroux en 2009.
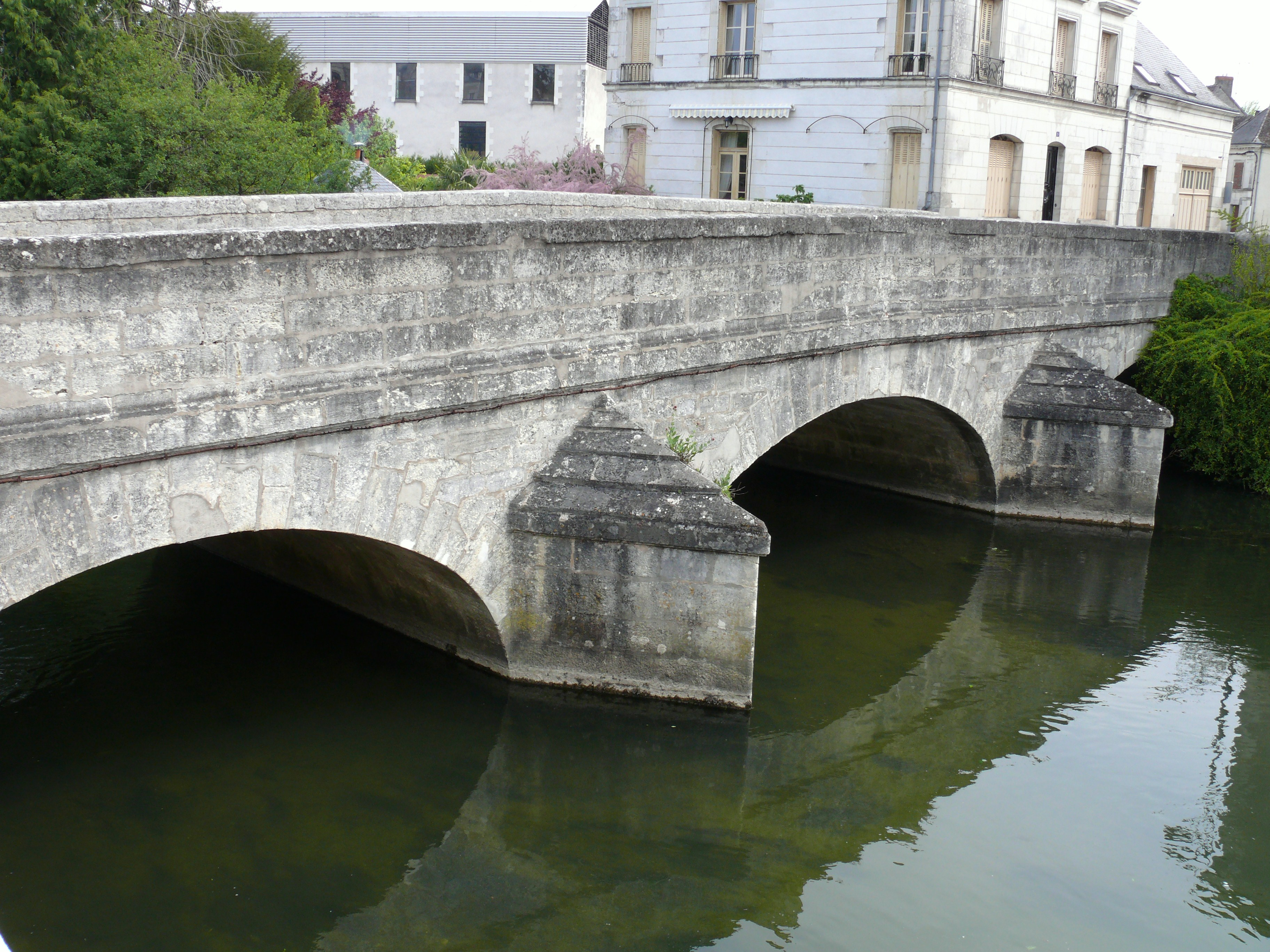
Châtillon-sur-Indre en 2010.
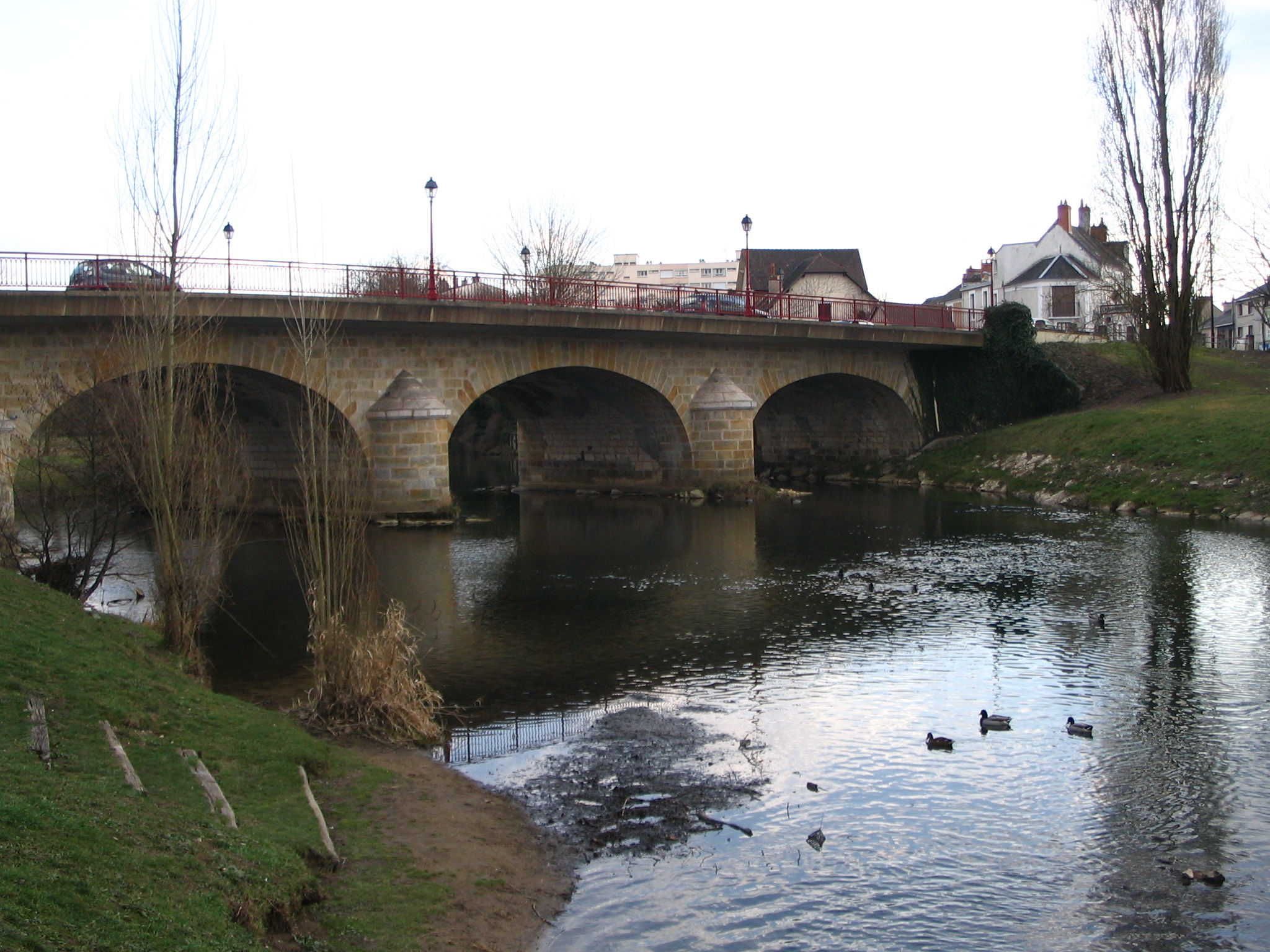
Déols en 2009.
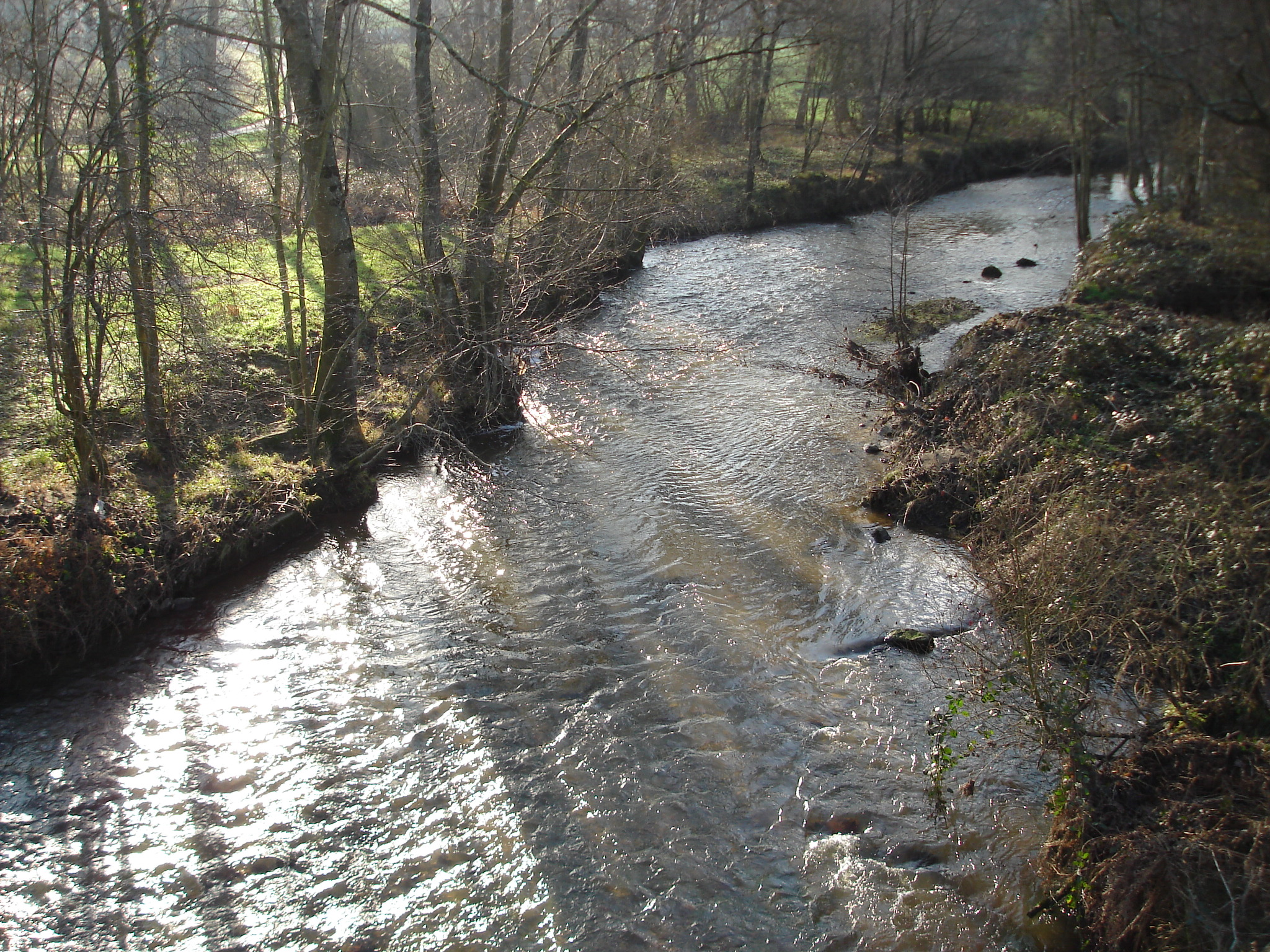
Pouligny-Saint-Martin en 2012.

#### Indre-et-Loire (37)
- Artannes-sur-Indre
- Avoine
- Azay-le-Rideau
- Azay-sur-Indre
- Beaulieu-lès-Loches
- Bréhémont
- Bridoré
- Chambourg-sur-Indre
- Cheillé
- Cormery
- Courçay
- Esvres
- Huismes
- Lignières-de-Touraine
- Loches
- Montbazon
- Monts
- Perrusson
- Pont-de-Ruan
- Reignac-sur-Indre
- Rigny-Ussé
- Rivarennes
- Saché
- Saint-Hippolyte
- Saint-Jean-Saint-Germain
- Truyes
- Veigné
- Verneuil-sur-Indre

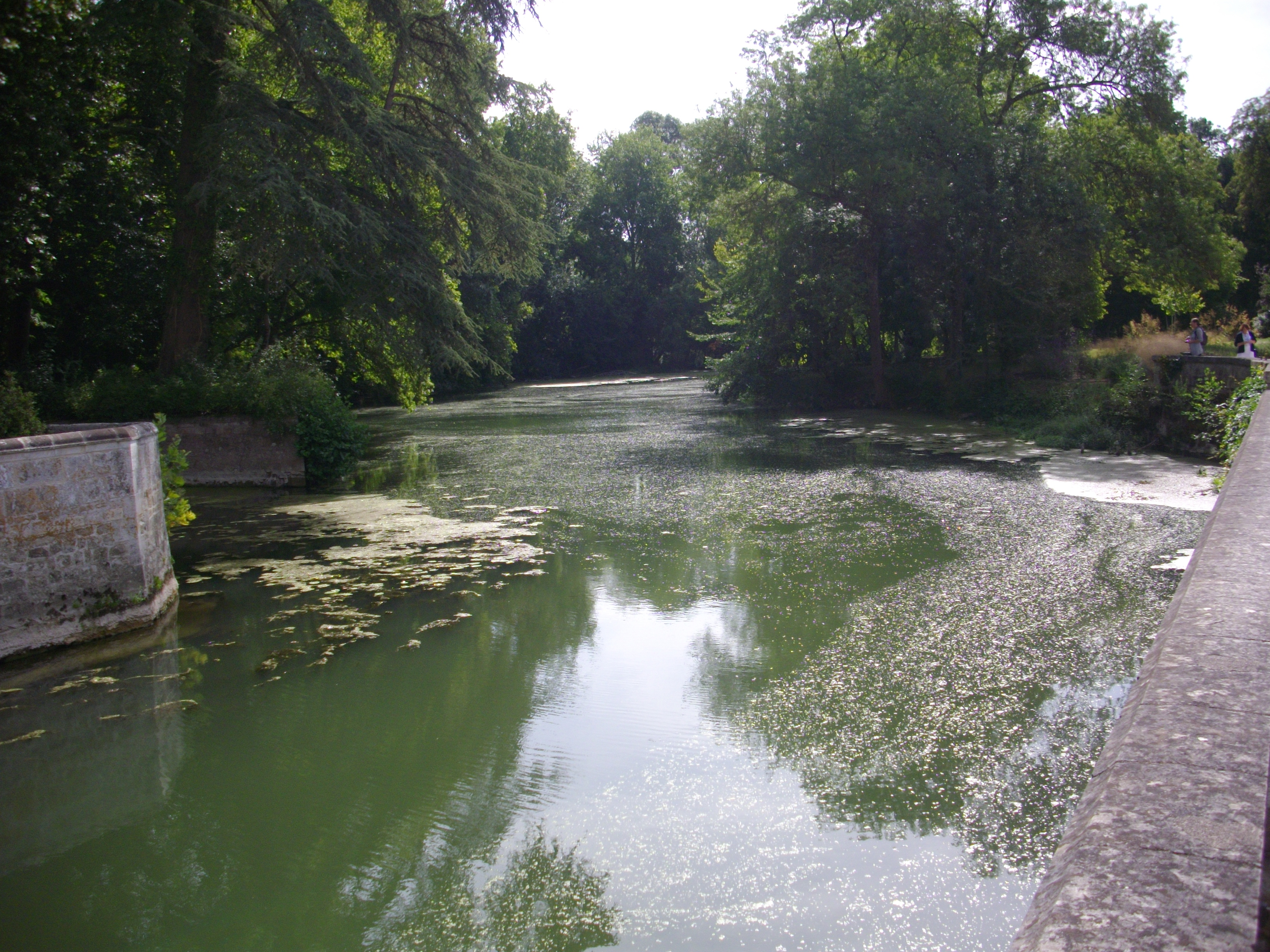
Azay-le-Rideau en 2019.
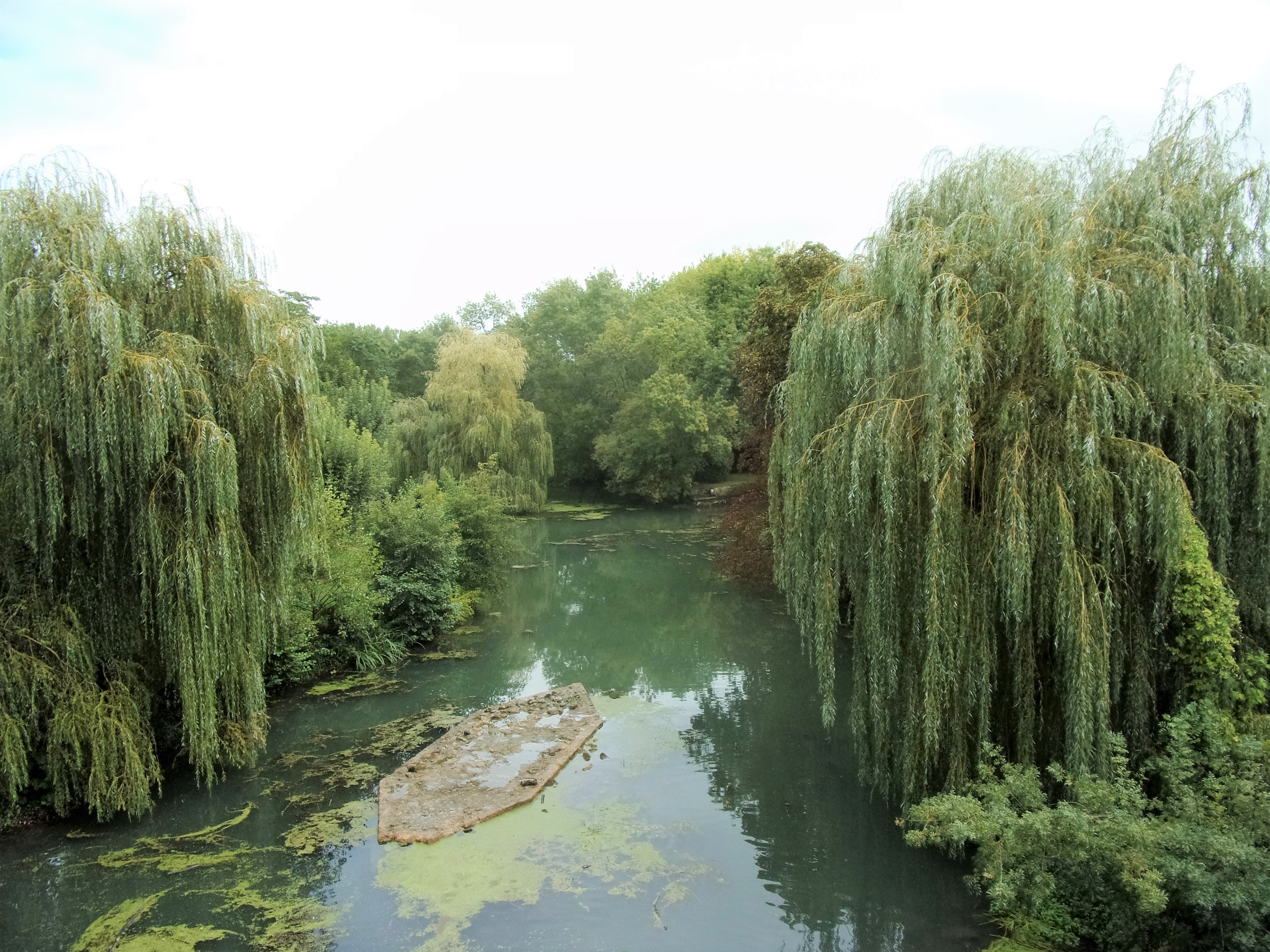
Cormery en 2017.
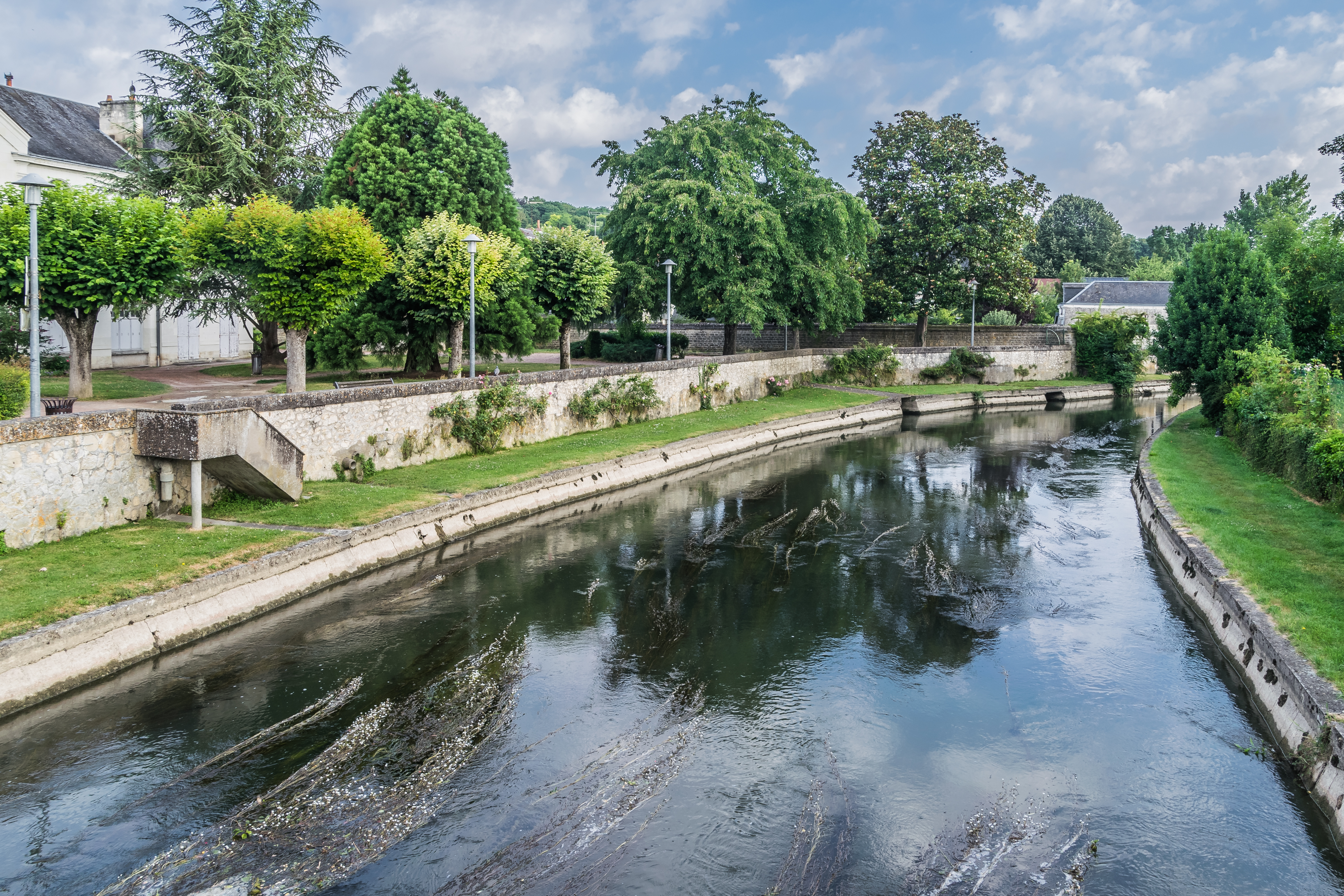
Loches en 2018.
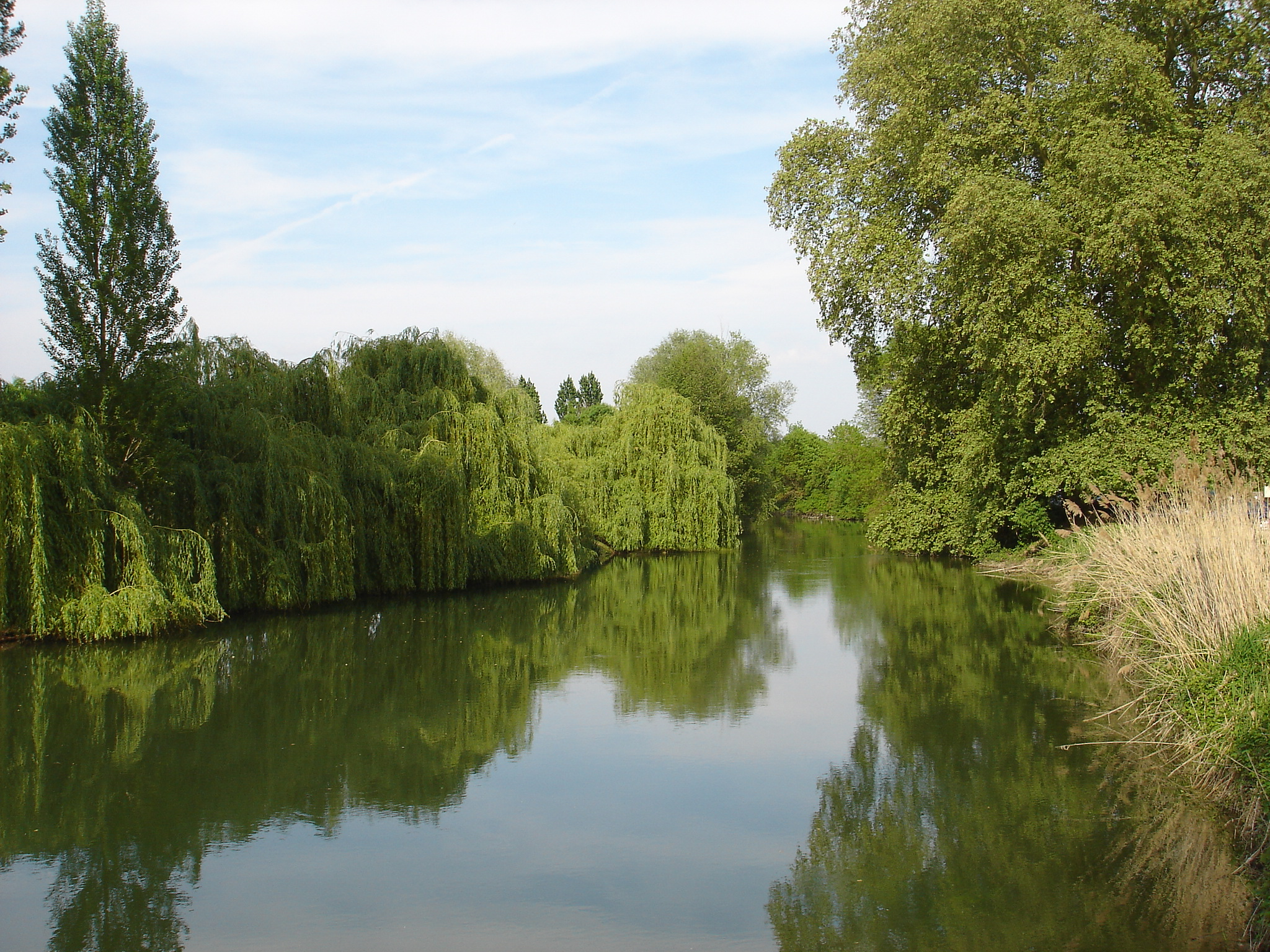
Rigny-Ussé en 2007.

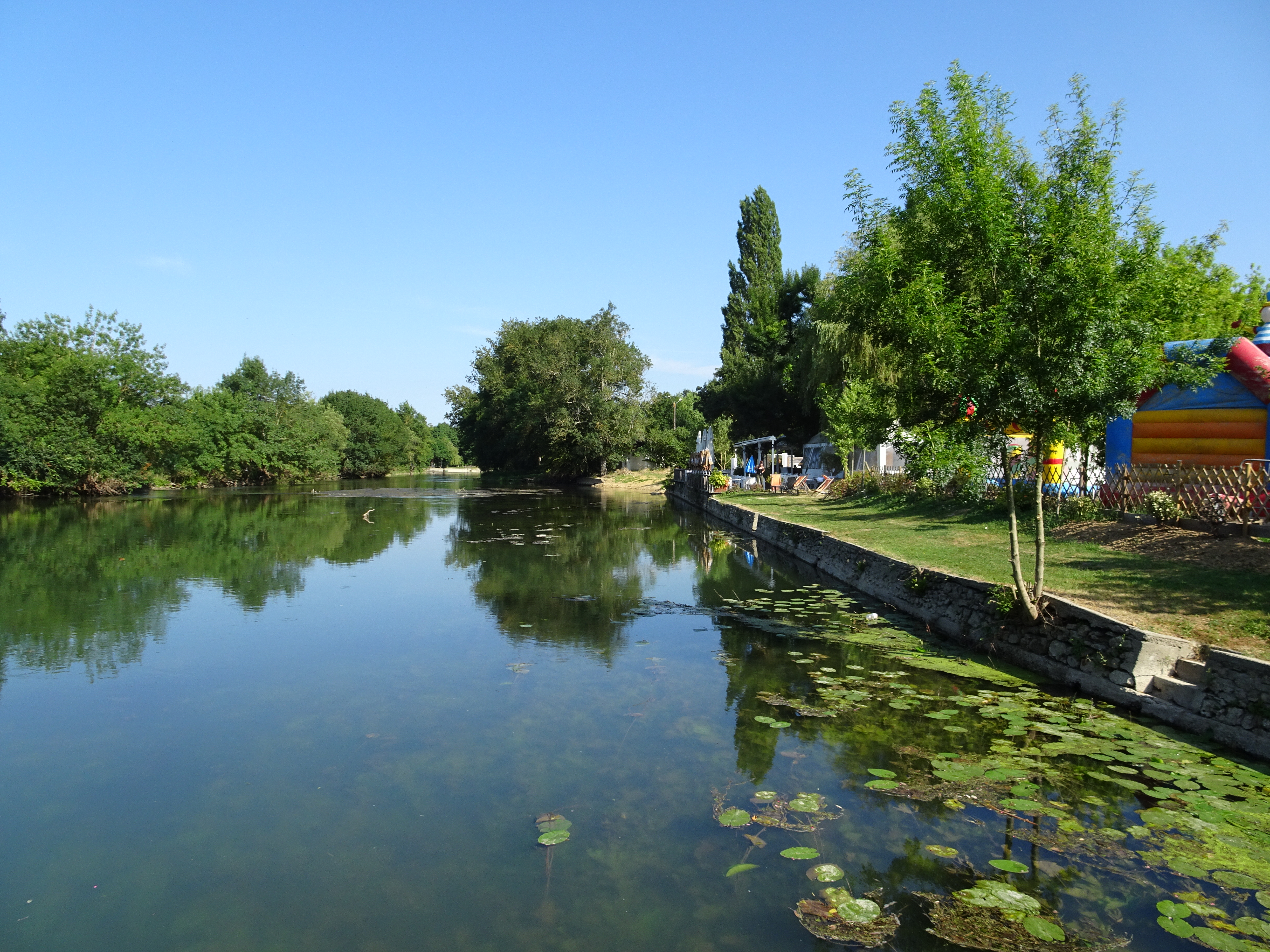
Montbazon en 2016.
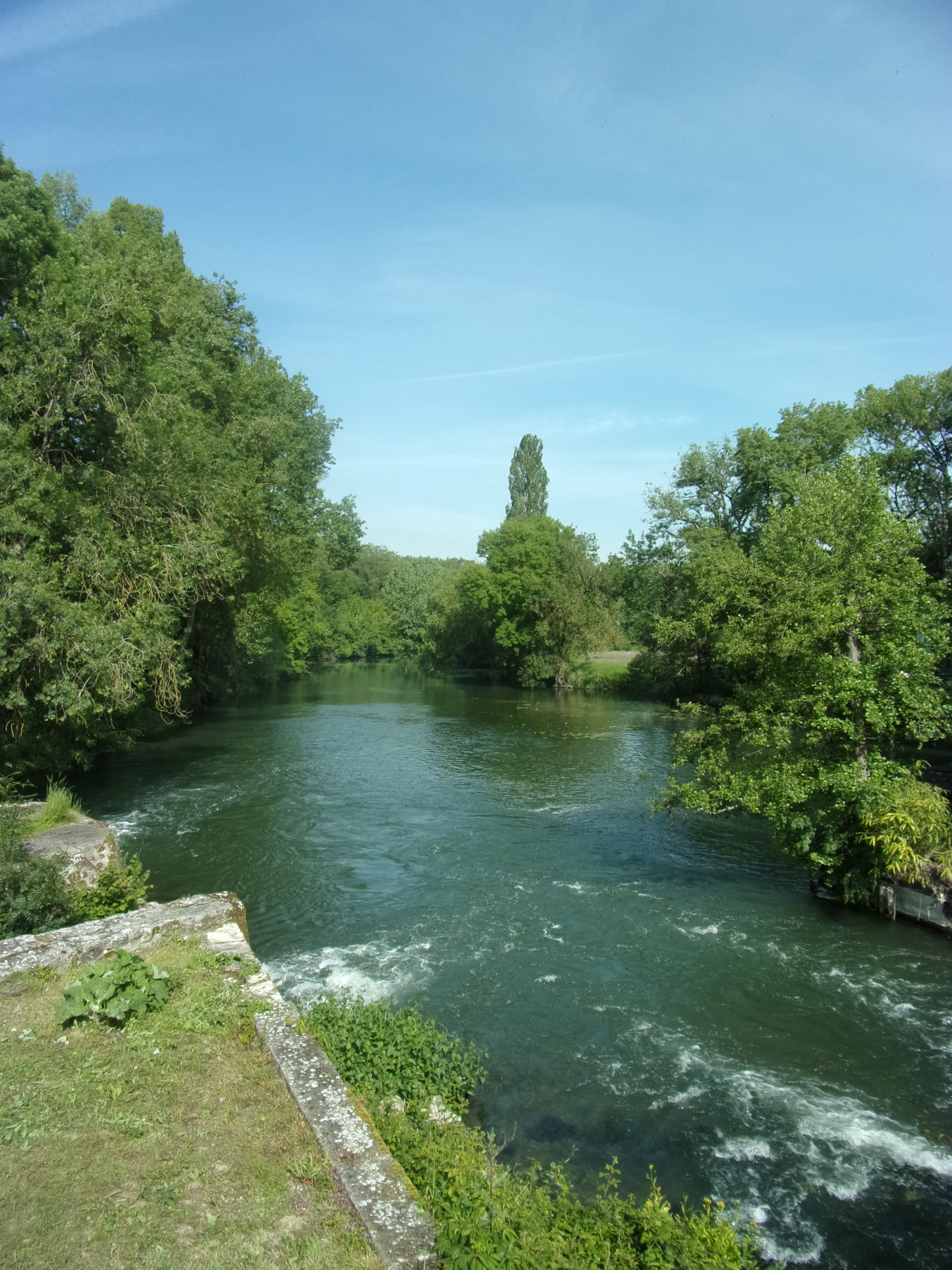
Monts en 2019.
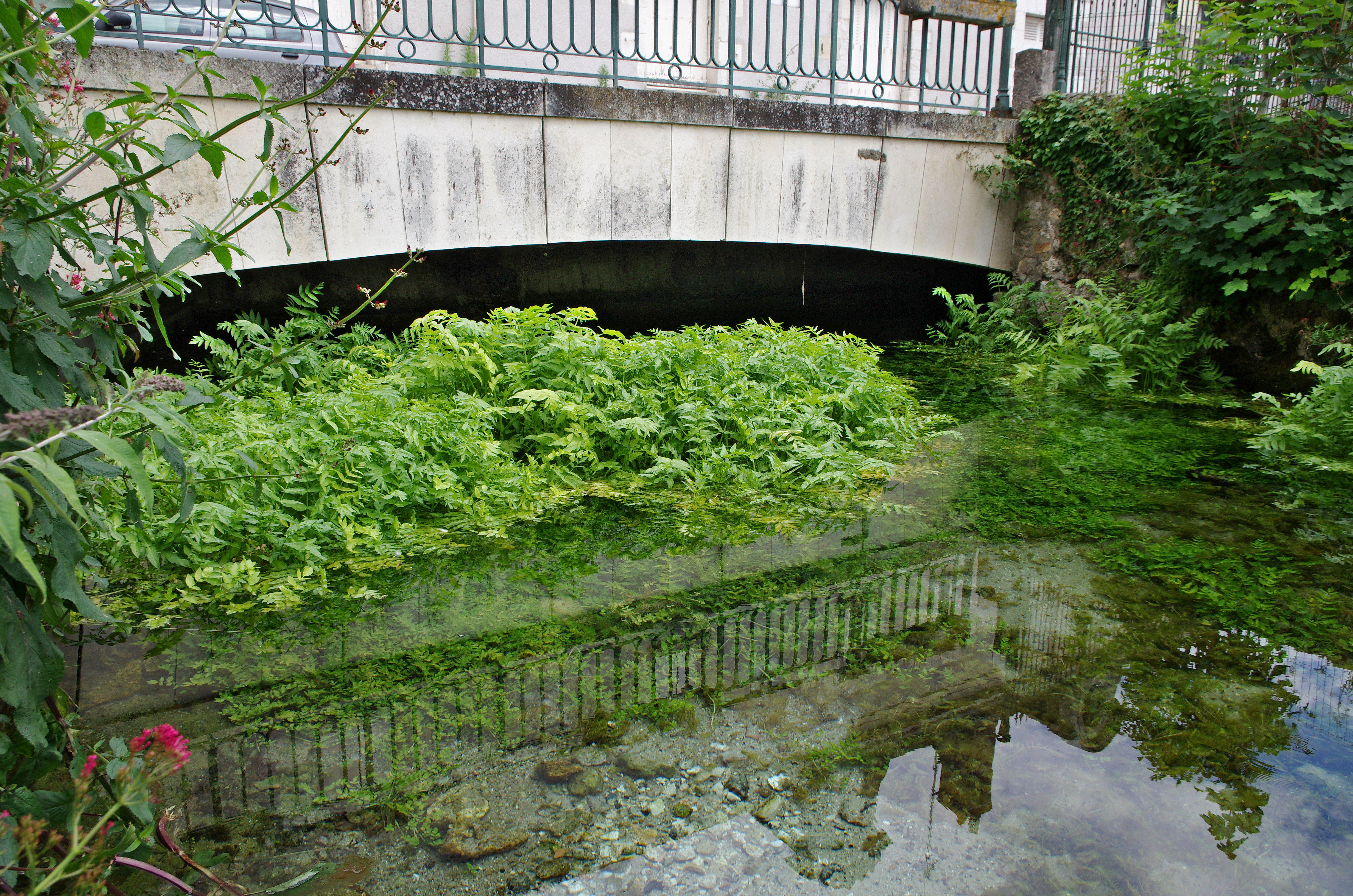
Truyes en 2016.

### Bassin versant
Les bassins hydrographiques sont découpés dans le référentiel national BD Carthage en éléments de plus en plus fins, emboîtés selon quatre niveaux : régions hydrographiques, secteurs, sous-secteurs et zones hydrographiques.
L'Indre traverse les vingt deux zones hydrographiques suivantes :
- l'Indre du Ris à la Ringoire ;
- l'Indre de sa source au rau des Palles ;
- l'Indre du rau de Gue Droit au Vieux Cher ;
- l'Indre de la Trégonce au K7229850 ;
- la Loire du K6825102 à l'Indre ;
- l'Indre de l'Echandon au rau de Montison ;
- l'Indre du Vieux Cher à la Veude ;
- l'Indrois du rau d'Olivet à l'Indre ;
- l'Indre de la Vauvre au Ris ;
- l'Indre du rau de Montisonau au rau de Gue Droit ;
- l'Indre de la Ringoire à la Trégonce ;
- l'Indre de l'Indrois à l'Echandon ;
- l'Igneraie de la Fausse Rivière à l'Indre ;
- l'Indre de l'Igneraie à la Vauvre ;
- l'Indre du rau de Boutineau à l'Indrois ;
- la Vauvre de la Couarde à l'Indre ;
- l'Indre de la Veude à la Loire ;
- l'Indre du rau des Palles à l'Igneraie ;
- l'Indre du K7229850 à l'Ozance ;
- l'Indre du rau de la Fontaine de Saint Flovier au rau de Boutineau ;
- rau des Palles & ses affluents ;
- l'Indre de l'Ozance au rau de la Fontaine de Saint Flovier.

Le bassin versant de l'Indre s'insère dans les zones hydrographiques « L'Indre du Ris à la Ringoire, L'Indre de sa source au rau des Palles, L'Indre du rau de Gue Droit au Vieux Cher, L'Indre de la Trégonce au K7229850, L'Indre de l'Echandon au rau de Montison, L'Indre du Vieux Cher à la Veude, L'Indre de la Vauvre au Ris, L'Indre du rau de Montisonau au rau de Gue Droit, L'Indre de la Ringoire à la Trégonce, L'Indre de l'Indrois à l'Echandon, L'Indre de l'Igneraie à la Vauvre, L'Indre du rau de Boutineau à l'Indrois, L'Indre de la Veude à la Loire, L'Indre du rau des Palles à l'Igneraie, L'Indre du K7229850 à l'Ozance, L'Indre du rau de la Fontaine de Saint Flovier au rau de Boutineau et L'Indre de l'Ozance au rau de la Fontaine de Saint Flovier. », au sein du bassin DCE plus large « La Loire, les cours d'eau côtiers vendéens et bretons ».

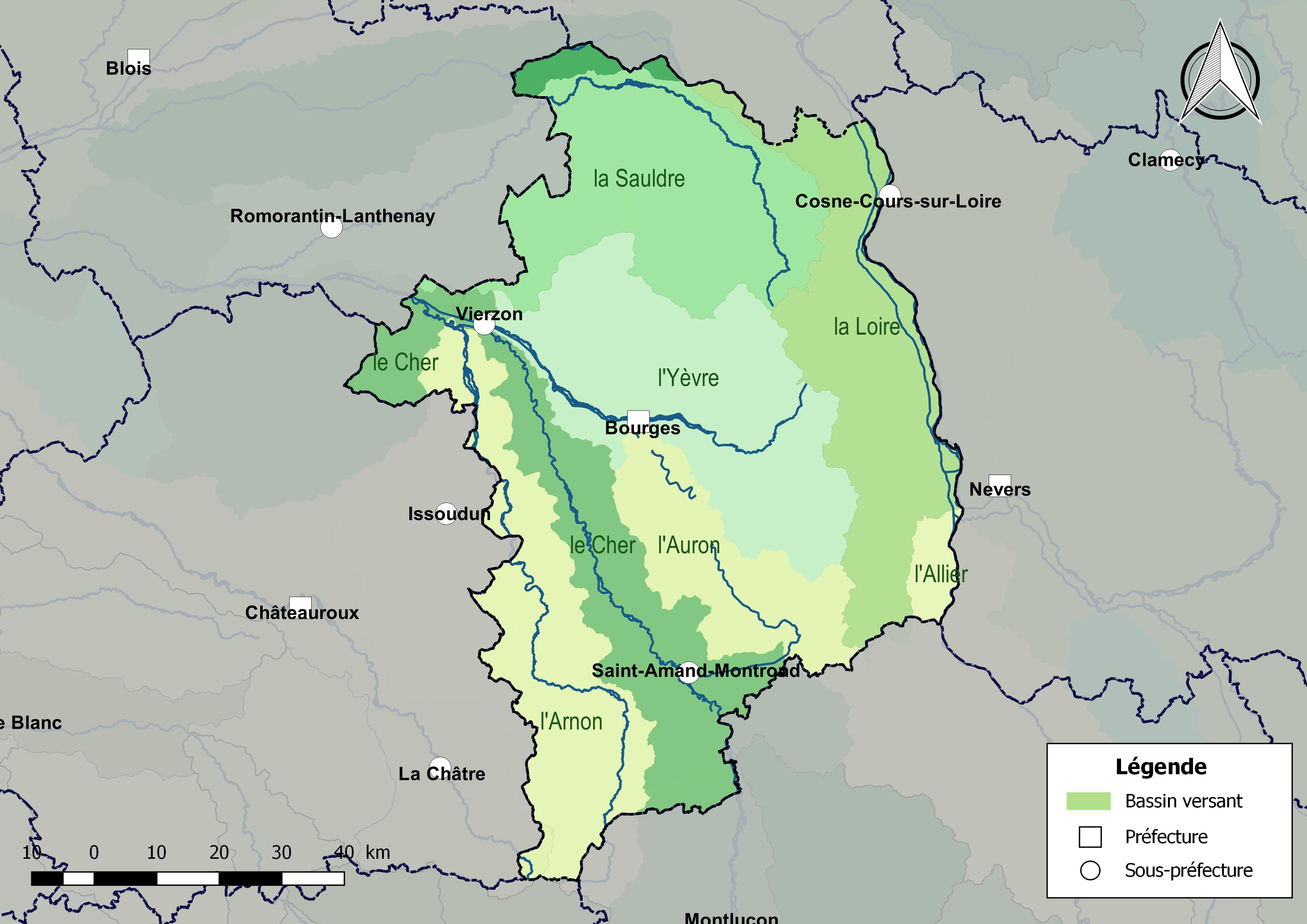
Les principaux bassins versants du département du Cher.
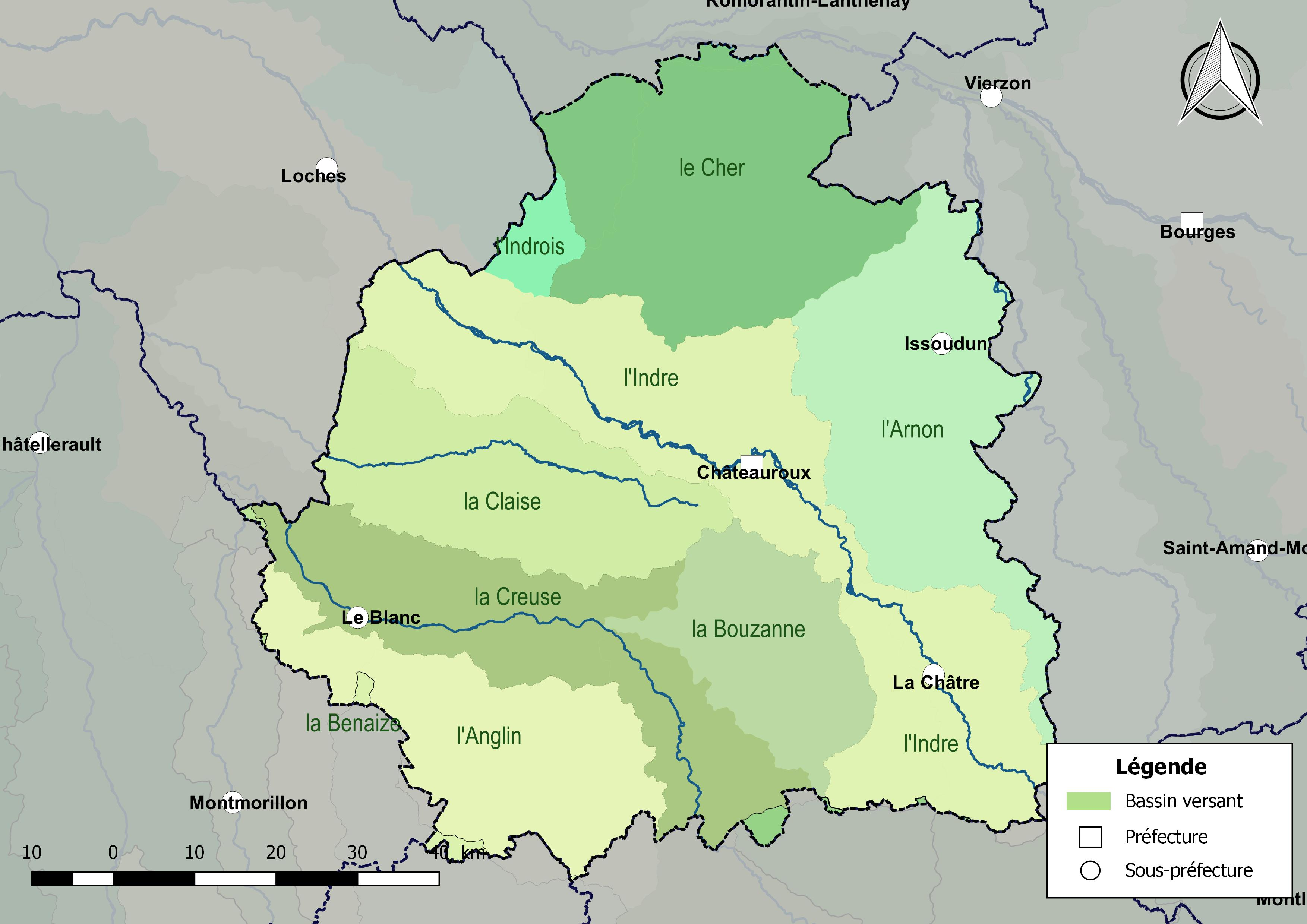
Les principaux bassins versants du département de l'Indre.
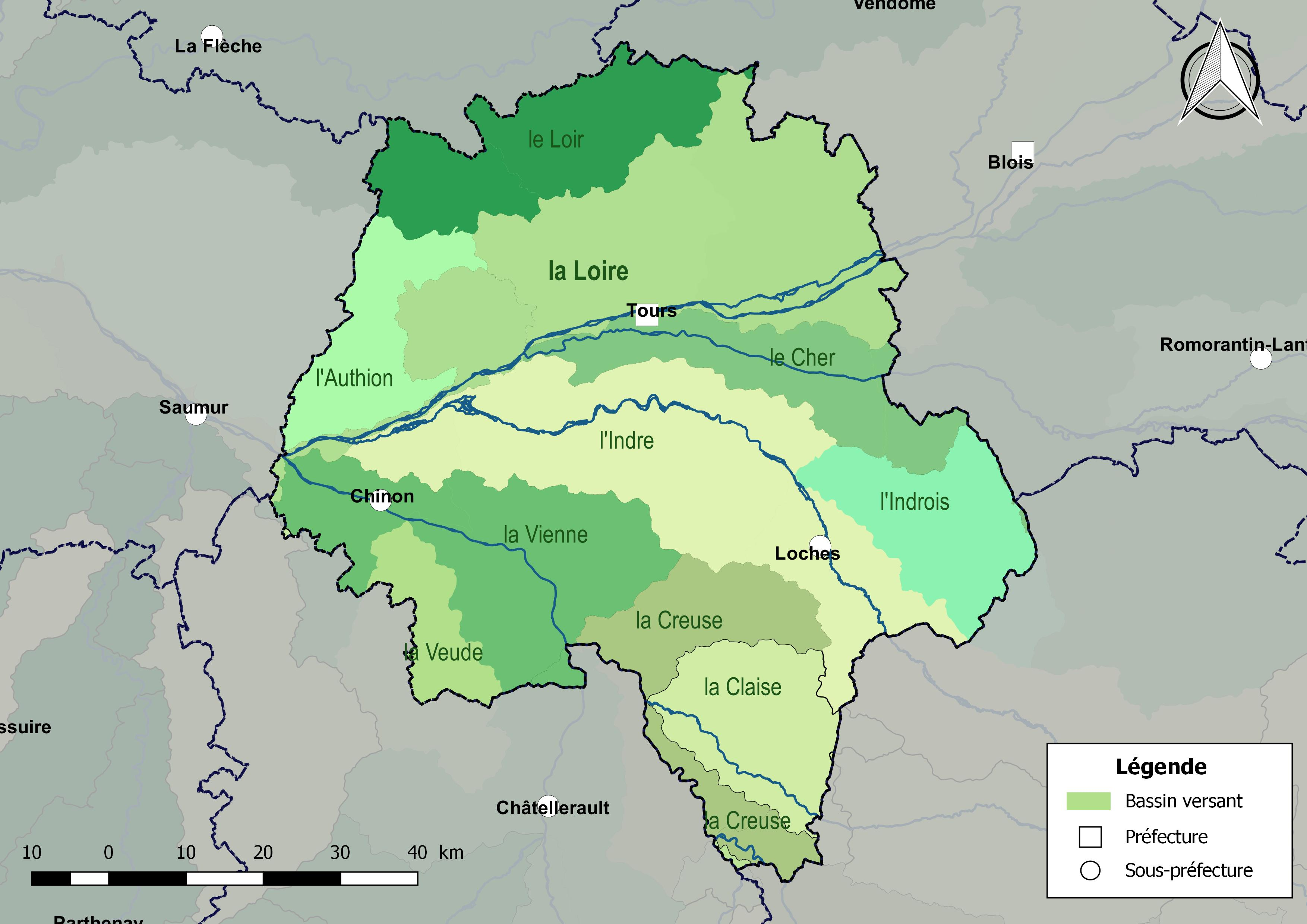
Les principaux bassins versants du département d'Indre-et-Loire.

#### Échelle du bassin
En France, la gestion de l’eau, soumise à une législation nationale et à des directives européennes, se décline par bassin hydrographique, au nombre de sept en France métropolitaine, échelle cohérente écologiquement et adaptée à une gestion des ressources en eau. L'Indre est sur le territoire du bassin Loire-Bretagne et l'organisme de gestion à l'échelle du bassin est l'agence de l'eau Loire-Bretagne.

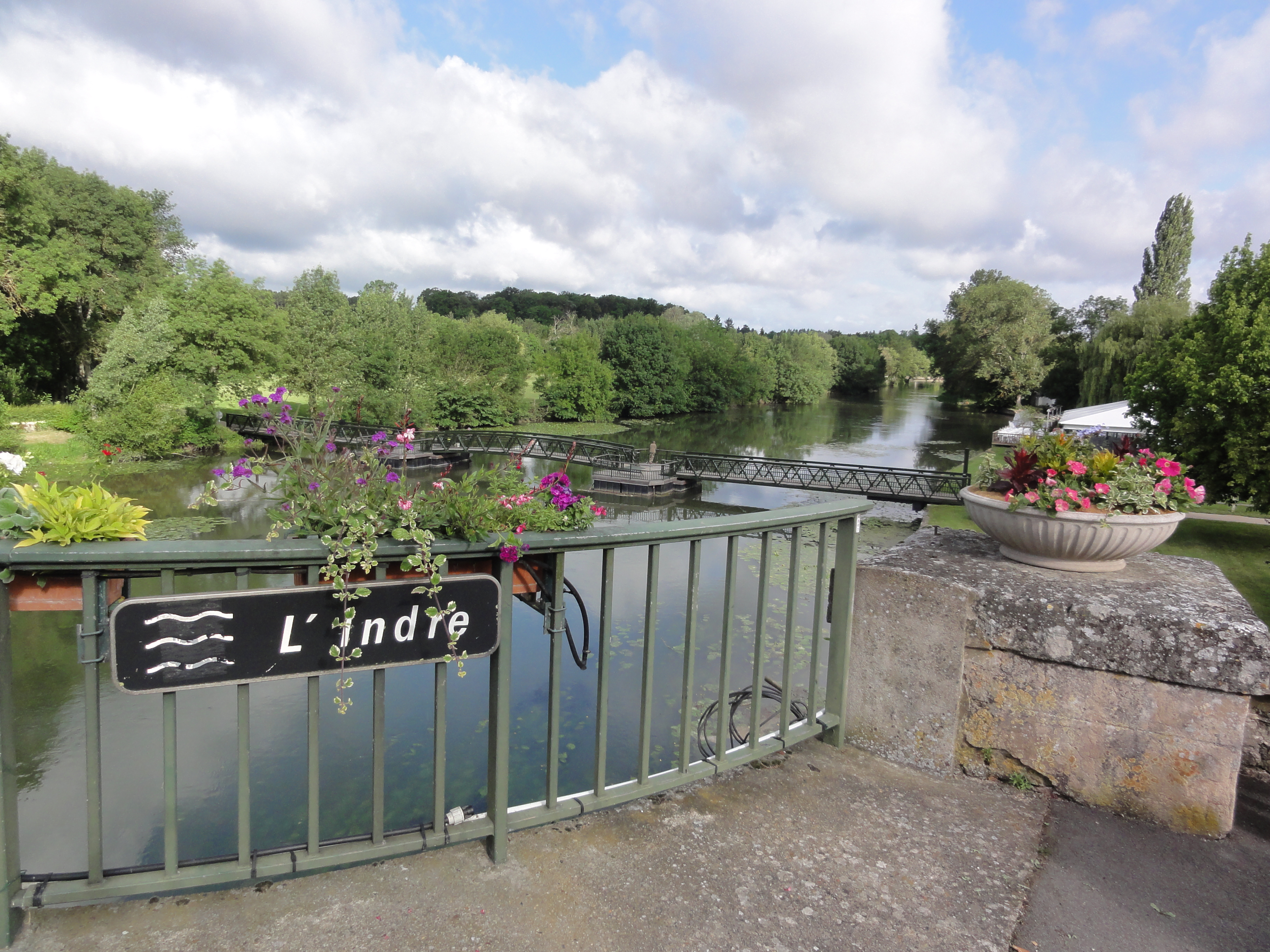

## Affluents
L'Indre possède cent dix-neuf affluents.
| Noms                         | km | Noms                   | km | Noms               | km | Noms                 | km |
| ---------------------------- | -- | ---------------------- | -- | ------------------ | -- | -------------------- | -- |
| La Vauvre                    | 39 | Le Verneuil            | 6  | Ruisseau de Ranger | 3  | K7204200             | 2  |
| Le Saint Branchs             | 18 | Le Doigt               | 6  | K7224200           | 3  | K7325150             | 2  |
| Les Palles                   | 15 | K7504500               | 5  | K7005800           | 3  | K7028600             | 2  |
| Le Montison                  | 14 | Ruisseau de Châtres    | 5  | K7326700           | 3  | K7614200             | 1  |
| La Veude                     | 14 | Ruisseau de Battereau  | 5  | K7214500           | 3  | K7546600             | 1  |
| Le Poinsonnet                | 13 | Ruisseau de Mazerolles | 5  | K7327500           | 3  | K7027500             | 1  |
| Le Chanteraine               | 12 | K7214600               | 4  | K7545000           | 2  | K7313950             | 1  |
| Le Gué Droit                 | 11 | Ruisseau de la Curat   | 4  | K7336400           | 2  | K7104100             | 1  |
| K7205500                     | 11 | K7317800               | 4  | K7325300           | 2  | K7005000             | 1  |
| La Fontaine de Saint Flovier | 10 | Ruisseau des Ternes    | 4  | K7209000           | 2  | K7005400             | 1  |
| L’Étang                      | 10 | K7507000               | 4  | K7028000           | 2  | K7214200             | 1  |
| La Thilouze                  | 9  | K7528500               | 4  | K7326550           | 2  | K7009600             | 1  |
| Le Rochette                  | 9  | Ruisseau des Barres    | 4  | K7304000           | 2  | Ruisseau la Ringoire | 0  |
| La Pontenoue                 | 8  | Ruisseau du Sourd      | 4  | K7604600           | 2  | K7154100             | 0  |
| Ruisseau de Beau Merle       | 7  | K7224100               | 3  | K7205100           | 2  | K7214300             | 0  |
| Le Turpenay                  | 6  | K7214000               | 3  | K7206500           | 2  |                      |    |
| K7509000                     | 6  | Ruisseau le Boucaud    | 3  | K7314050           | 2  |                      |    |

| Noms                   | km | Noms                  | km | Noms                 | km | Noms     | km |
| ---------------------- | -- | --------------------- | -- | -------------------- | -- | -------- | -- |
| L'Indrois              | 61 | Ruisseau de Rigny     | 6  | Ruisseau du Cabaret  | 3  | K7004000 | 2  |
| L'Igneraie             | 37 | K7205940              | 5  | Le Gué               | 3  | K7225600 | 2  |
| La Ringoire            | 18 | Ruisseau de Rivenat   | 5  | Le Goulet            | 3  | K7205400 | 1  |
| La Cité                | 14 | K7506200              | 5  | K7304100             | 3  | K7316600 | 1  |
| La Taisonne            | 14 | Le Ris                | 5  | K7314000             | 3  | K7545200 | 1  |
| Le Malville            | 13 | K7325200              | 5  | K7225500             | 3  | K7507100 | 1  |
| Le Ballon et le Vitray | 10 | K7528700              | 4  | Ruisseau de Nantilly | 2  | K7214400 | 1  |
| La Grosse Planche      | 10 | K7336500              | 4  | K7326500             | 2  | K7205000 | 1  |
| K7528000               | 8  | Ruisseau de l'Autière | 4  | K7028100             | 2  | K7006400 | 1  |
| K7304500               | 7  | K7335500              | 4  | K7326340             | 2  | K7326600 | 3  |
| Le Cléret              | 7  | K7026800              | 4  | K7327600             | 2  | K7535500 | 6  |
| Les Tabardières        | 6  | K7316000              | 4  | K7544200             | 2  |          |    |
| Le Beugon              | 6  | Le Brocher            | 3  | K7106200             | 2  |          |    |
| Le Palis               | 6  | K7536300              | 1  | K7028700             | 2  |          |    |

### Rang de Strahler
Son rang de Strahler est de cinq.

## Hydrologie

### Stations de mesures
Sainte-Sévère-sur-Indre
Établie à 245 m d'altitude, la station de mesure est située dans la commune de Sainte-Sévère-sur-Indre (Indre). Elle fut mise en service le 1er novembre 1990 à 12h00. C'est une station de type « station à une échelle » et son statut est « station sans signification hydrologique ». Son bassin-versant topographique représente 134 km2. Cette station mesure les hauteurs du cours d'eau uniquement.
Montgivray
Établie à 191 m d'altitude, la station de mesure est située dans la commune de Montgivray (Indre). Elle fut mise en service le 1er septembre 1992 à 00h00. C'est une station de type « station à une échelle » et son statut est « station avec signification hydrologique ». Son bassin-versant topographique représente 227 km2. Cette station mesure les hauteurs et les débit du cours d'eau.
Mers-sur-Indre
Établie à 170 m d'altitude, la station de mesure est située dans la commune de Mers-sur-Indre (Indre). Elle fut mise en service le 1er janvier 1994 à 00h00. C'est une station de type « station à une échelle » et son statut est « station sans signification hydrologique ». Son bassin-versant topographique représente 642 km2. Cette station mesure les hauteurs du cours d'eau uniquement.
Ardentes
Établie à 152 m d'altitude, la station de mesure est situe dans la commune d'Ardentes (Indre). Elle fut mise en service le 1er janvier 1963 à 00h00. C'est une station de type « station à une échelle » et son statut est « station avec signification hydrologique ». Son bassin-versant topographique représente 697 km2. Cette station mesure les hauteurs et les débit du cours d'eau.
Ardentes - Mairie
Établie à 152 m d'altitude, la station de mesure est située dans la commune d'Ardentes (Indre), au niveau de la mairie. Elle fut mise en service le 16 novembre 2017 à 00h00. C'est une station de type « station à débits mesurés » et son statut est « station avec signification hydrologique ». Son bassin-versant topographique représente 697 km2. Cette station mesure les hauteurs et les débit du cours d'eau.
Châteauroux
Établie à 138 m d'altitude, la station de mesure est située dans la commune de Châteauroux (Indre). Elle fut mise en service le 1er janvier 1993 à 00h00. C'est une station de type « station à une échelle » et son statut est « station sans signification hydrologique ». Son bassin-versant topographique représente 964 km2. Cette station mesure les hauteurs du cours d'eau uniquement.
Buzançais
Établie à 107 m d'altitude, la station de mesure est située sur la commune de Buzançais (Indre). Elle fut mise en service le 1er janvier 1994 à 00h00. C'est une station de type « station à une échelle » et son statut est « station sans signification hydrologique ». Son bassin-versant topographique représente 1 203 km2. Cette station mesure les hauteurs du cours d'eau uniquement.
Buzançais - Pont voie ferrée
Établie à 105 m d'altitude, la station de mesure est située dans la commune de Buzançais (Indre), au niveau du pont de la voie ferrée. Elle fut mise en service le 21 mai 2014 à 00h00. C'est une station de type « station à une échelle » et son statut est « station avec signification hydrologique ». Son bassin-versant topographique représente 1 244 km2. Cette station mesure les hauteurs et les débit du cours d'eau.
Saint-Cyran-du-Jambot
Établie à 85 m d'altitude, la station de mesure est située dans la commune de Saint-Cyran-du-Jambot (Indre). Elle fut mise en service le 1er janvier 1968 à 12h00. C'est une station de type « station à une échelle » et son statut est « station avec signification hydrologique ». Son bassin-versant topographique représente 1 712 km2. Cette station mesure les hauteurs et les débit du cours d'eau.
Châtillon-sur-Indre
Établie à 85 m d'altitude, la station de mesure est située dans la commune de Châtillon-sur-Indre (Indre). Elle fut mise en service le 1er janvier 1993 à 00h00. C'est une station de type « station à une échelle » et son statut est « station sans signification hydrologique ». Son bassin-versant topographique représente 1 607 km2. Cette station mesure les hauteurs du cours d'eau uniquement.
Perrusson
Établie à 73 m d'altitude, la station de mesure est située dans la commune de Perrusson (Indre-et-Loire). Elle fut mise en service le 1er janvier 2010 à 00h00. C'est une station de type « station à une échelle » et son statut est « station avec signification hydrologique ». Son bassin-versant topographique représente 1 880 km2. Cette station mesure les hauteurs et les débit du cours d'eau.
Cormery
Établie à 58 m d'altitude, la station de mesure est située dans la commune de Cormery (Indre-et-Loire). Elle fut mise en service le 1er janvier 1993 à 00h00. C'est une station de type « station à une échelle » et son statut est « station sans signification hydrologique ». Son bassin-versant topographique représente 2 661 km2. Cette station mesure les hauteurs du cours d'eau uniquement.
Monts
Établie à 44 m d'altitude, la station de mesure est située dans la commune de Monts (Indre-et-Loire). Elle fut mise en service le 26 avril 2002 à 18h00. C'est une station de type « station à débits mesurés » et son statut est « station avec signification hydrologique ». Son bassin-versant topographique représente 3 071 km2. Cette station mesure les hauteurs et les débit du cours d'eau.

### Étiage ou basses eaux
À l'étiage, le VCN3 peut chuter jusque 1,6 m3/s, en cas de période quinquennale sèche, soit 1 600 litres par seconde, ce qui n'est guère très sévère, le cours d'eau conservant au pire près de 10 % de son débit moyen.

### Crues
Les crues peuvent être importantes compte tenu de la taille déjà grande du bassin versant. Elles sont cependant nettement moindres que celles qui affectent les affluents de plaine de la partie occidentale du bassin de la Loire, celles-ci coulant sur le vieux socle primaire armoricain, imperméable. Les QIX 2 et QIX 5 valent respectivement 82 m3/s et 110 m3/s. Le QIX 10 est de 130 m3/s, le QIX 20 de 150 m3/s, tandis que le QIX 50 n'a pas été calculé faute de durée d'observation suffisante.
Le débit instantané maximal enregistré à Lignières-de-Touraine entre 1966 et 1980, a été de 214 m3/s le 1er février 1977, tandis que le débit journalier maximal enregistré était de 209 m3/s le 22 février de la même année. Si l'on compare la première de ces valeurs à l'échelle des QIX de la rivière, cette crue était nettement supérieure à une crue vicennale, et certainement supérieure au niveau d'une crue cinquantennale, c'est-à-dire exceptionnelle.

### Lame d'eau et débit spécifique
Au total, l'Indre est une rivière médiocrement abondante. La lame d'eau écoulée dans son bassin versant est de 181 millimètres annuellement, ce qui est nettement inférieur à la moyenne de la France, tous bassins confondus, ainsi d'ailleurs qu'à la moyenne du bassin de la Loire (244 millimètres par an), et même nettement moins élevé que la moyenne du bassin du Cher (223 millimètres par an à Tours). Le débit spécifique de la rivière (ou Qsp) atteint 5,7 litres par seconde et par kilomètre carré de bassin.

### État des masses d'eau et objectifs
Pour les cours d’eau, la délimitation des masses d’eau est basée principalement sur la taille du cours d’eau et la notion d’hydro-écorégion. Ces masses d’eau servent ainsi d’unité d’évaluation de l’état des eaux dans le cadre de la directive européenne.
L'Indre fait partie des masses d'eaux codifiée : FRGR0349, FRGR0350a, FRGR0350b, FRGR0351a, FRGR0351b, FRGR0351c et FRGR1847 
et dénommée « L'Indre depuis Pérassay jusqu'à La Châtre, L'Indre depuis La Châtre jusqu'à Ardentes, L'Indre depuis Ardentes jusqu'à Niherne, L'Indre depuis Niherne jusqu'à Palluau-sur-Indre, L'Indre depuis Palluau-sur-Indre jusqu'à Courçay, L'Indre depuis Courçay jusqu'à la confluence avec la Loire et L'Indre et ses affluents depuis la source jusqu'à Pérassay ».
Le schéma directeur d'aménagement et de gestion des eaux (Sdage) Loire-Bretagne est un document de planification dans le domaine de l’eau. Il définit, pour une période de six ans les grandes orientations pour une gestion équilibrée de la ressource en eau ainsi que les objectifs de qualité et de quantité des eaux à atteindre dans le bassin Loire-Bretagne. L'état des lieux 2013 défini dans la SDAGE 2016 – 2021 et les objectifs à atteindre pour cette masse d'eau sont les suivants,, :
| Code masse d'eau | Libellé masse d'eau                                        |
| ---------------- | ---------------------------------------------------------- |
| FRGR0349         | L'Indre depuis Pérassay jusqu'à La Châtre                  |
| FRGR0350a        | L'Indre depuis La Châtre jusqu'à Ardentes                  |
| FRGR0350b        | L'Indre depuis Ardentes jusqu'à Niherne                    |
| FRGR0351a        | L'Indre depuis Niherne jusqu'à Palluau-sur-Indre           |
| FRGR0351b        | L'Indre depuis Palluau-sur-Indre jusqu'à Courçay           |
| FRGR0351c        | L'Indre depuis Courçay jusqu'à la confulence avec la Loire |
| FRGR1847         | L'Indre et ses affulents depuis la source jusqu'à Pérassay |

|           | Écologique | Biologique | Physico-chimie générale | Polluants spécifiques |
| --------- | ---------- | ---------- | ----------------------- | --------------------- |
| FRGR0349  | Moyen      | Moyen      | Bon état                | Bon état              |
| FRGR0350a | Médiocre   | Médiocre   | Bon état                | X                     |
| FRGR0350b | Moyen      | Moyen      | Moyen                   | X                     |
| FRGR0351a | Moyen      | Moyen      | Bon état                | X                     |
| FRGR0351b | Moyen      | Moyen      | Bon état                | X                     |
| FRGR0351c | Bon état   | Bon état   | Bon état                | Bon état              |
| FRGR1847  | Moyen      | Médiocre   | Bon état                | X                     |

|           | Écologique | Chimique | Global   |
| --------- | ---------- | -------- | -------- |
| FRGR0349  | Bon état   | Bon état | Bon état |
| FRGR0350a | Bon état   | Bon état | Bon état |
| FRGR0350b | Bon état   | Bon état | Bon état |
| FRGR0351a | Bon état   | Bon état | Bon état |
| FRGR0351b | Bon état   | Bon état | Bon état |
| FRGR0351c | Bon état   | Bon état | Bon état |
| FRGR1847  | Bon état   | Bon état | Bon état |

## Histoire
Le nom de la rivière est écrit Angeris au VIe par Grégoire de Tours. Sa signification a été analysée comme provenant du gaulois Ang-eri-s, soit la rivière « où il y a des serpents ».
La rivière a donné son hydronyme aux dix communes d'Artannes-sur-Indre, Azay-sur-Indre, Chambourg-sur-Indre, Châtillon-sur-Indre, Mers-sur-Indre, Palluau-sur-Indre, Reignac-sur-Indre, Sainte-Sévère-sur-Indre, Verneuil-sur-Indre et Villedieu-sur-Indre.
En 1975, le chanteur Michel Delpech évoque l'Indre dans le troisième couplet de sa chanson Quand j'étais chanteur :
J'faisais la kermesse

Ma femme attendait

Planquée, dans la Mercedes

Elle s'est fait j'ter dans l'Indre

Par tout mon fan-club

J'avais une vie d'dingue

## Aménagements et écologie

### Activités économiques
- Canoë-kayak

### Milieu naturel
L'Indre de la source jusqu'au pont de RD 940 à La Châtre et de la confluence avec la Ringoire jusqu'à la confluence avec la Loire est classée dans la liste 1 au titre de l'article L. 214-17 du code de l'environnement sur le Bassin Loire-Bretagne. Du fait de ce classement, aucune autorisation ou concession ne peut être accordée pour la construction de nouveaux ouvrages s'ils constituent un obstacle à la continuité écologique et le renouvellement de la concession ou de l'autorisation des ouvrages existants est subordonné à des prescriptions permettant de maintenir le très bon état écologique des eaux.
Le cours d'eau est de première catégorie de sa source à la confluence avec  la Vauvre. Il est de deuxième catégorie sur le reste de son parcours.
Le castor d’Europe est présent sur les berges de la rivière, dans le département de l'Indre, entre les communes de Fléré-la-Rivière et de Mers-sur-Indre. Cela fait suite au passage en « espèce protégée » en 1968, puis à sa réintroduction par l'homme.

#### Réserve biologique
Un cours d’eau est considéré comme réserve biologique lorsqu'il comprend une ou plusieurs zones de reproduction ou d’habitat des espèces de phytoplanctons, de macrophytes et de phytobenthos, de faune benthique invertébrée et l’ichtyofaune, et permet leur répartition dans un ou plusieurs cours d’eau du bassin versant. Les réservoirs biologiques, nécessaires au maintien ou à l’atteinte du bon état écologique des cours d’eau, correspondent donc :
- à un tronçon de cours d’eau ou annexe hydraulique qui va jouer le rôle de pépinière, de « fournisseur » d’espèces susceptibles de coloniser une zone naturellement ou artificiellement appauvrie (réensemencement du milieu) ;
- à des aires où les espèces peuvent accéder à l’ensemble des habitats naturels nécessaires à l’accomplissement des principales phases de leur cycle biologique (reproduction, abri-repos, croissance, alimentation).

Dans le cadre des travaux préparatoires à l'élaboration de ce classement au sein du SDAGE Loire-Bretagne 2016-2021, L'Indre depuis Palluau-sur-Indre jusqu'à Courçay, L'Indre et ses affluents depuis la source jusqu'à Pérassay et l'Indre depuis Pérassay jusqu'à La Châtre, sont répertoriés comme réserve biologique, sous l'identifiant RESBIO_279, RESBIO_670 et RESBIO_278. Les espèces présentes sont : la mulette perlière et la truite fario.

## Randonnée
L'Indre à vélo est une véloroute française de 348 km qui suit le cours de l'Indre de Bréhémont (Indre-et-Loire) à Saint-Priest-la-Marche (Cher) et se poursuit en Creuse jusqu'à Chambon-sur-Voueize.